# Roger Sperry
Pour les articles homonymes, voir Wolcott et Sperry.
Roger Wolcott Sperry (né à  Hartford le 20 août 1913 et mort à Pasadena le 17 avril 1994) est un neuropsychologue et neurophysiologiste américain, reconnu par ses travaux sur les connexions entre les hémisphères cérébraux, qui lui valent un prix Lasker en 1979 et le prix Nobel de physiologie ou médecine en 1981, ce dernier étant partagé avec Torsten Wiesel et David Hunter Hubel.

## Travaux
Il décrit notamment le rôle singulier de chaque hémisphère cérébral dans la perception du langage et de l'espace, dans la reconnaissance des visages, les jugements de valeurs, le raisonnement ou l'affectivité. Il va jusqu'à formuler l'hypothèse que chaque hémisphère disposerait de fonctions propres, voire d'une conscience propre.
Si son œuvre est incontournable en psychobiologie, l'implication qu'elle entraîne dans les liens entre le physique et le psychique, font que ses positions philosophiques ont choqué.
On peut citer parmi les notions de bases de ses travaux :
- la plasticité physiologique extrême du cerveau ;
- le cerveau générateur d'émergence ;
- la conscience, comme entité globale, opérationnelle et fonctionnelle ;
- la conscience modèle le cerveau, et non le contraire.

### Expérience sur l'asymétrie cérébrale
Dans ses recherches au sujet de l'asymétrie cérébrale, il met en évidence la capacité de chaque hémisphère à formuler une réponse indépendamment de l'autre :
il fait passer des tests à une personne dont les hémisphères cérébraux sont séparés. Le procédé utilisé permet d'adresser deux images distinctes, une à chaque hémisphère. En l'occurrence il s'agit de l'image d'un couteau proposée au cerveau gauche (donc présentée dans le champ visuel droit) et de celle d'une fourchette présentée au cerveau droit (donc présentée dans le champ visuel gauche).
- Si on demande « au cerveau gauche » d'identifier ce qu'il a vu, il répond un couteau (on lui demande de le dire, car l'aire de la parole est située dans le cerveau gauche).
- Si on demande « au cerveau droit » ce qu'il a vu, il va identifier une fourchette. (On lui demande d'identifier l'objet à l'aveugle et avec la main gauche, qui est liée au cerveau droit).

Cette expérience prouve que chaque hémisphère a réussi le test, sans que la personne soit consciente qu'il ne s'agit pas du même objet. D'ailleurs, si on lui demande de nommer la fourchette qu'il a choisie avec la main gauche, il va dire « un couteau », tout en faisant « non » de la tête.